# De werken van barmhartigheid (beeldengroep)
De werken van barmhartigheid is een beeldengroep in Amsterdam-Centrum.
Kunstenares Tineke Smith ontwierp voor de diaconie van de Protestantse Gemeente in Amsterdam aan de Nieuwe Herengracht 16 (Corvershof) een beeldengroep, waarbij ze teruggreep op Mattheüs 25. De zeven voorwaarden voor een menselijk bestaan, die de diaconie probeerde te hanteren, werden door Smith weergegeven in kunstobjecten gemaakt van stalen damwanden (weergave hardheid van het bestaan), glas en gietrubber (barmhartigheid). De zeven werken:
- de hongerigen te eten geven
- de dorstigen te drinken geven
- de vreemdelingen huisvesten
- de naakten kleden
- de gevangenen bezoeken
- omzien naar de zieken en
- de doden begraven.

Smith maakte vanaf 1998 diverse weergaven van De werken van barmhartigheid (Acts of mercy). Voordat de groep werd opgesteld op het open binnenterrein van de diaconie, maakte ze een kleine tournee door Nederland.

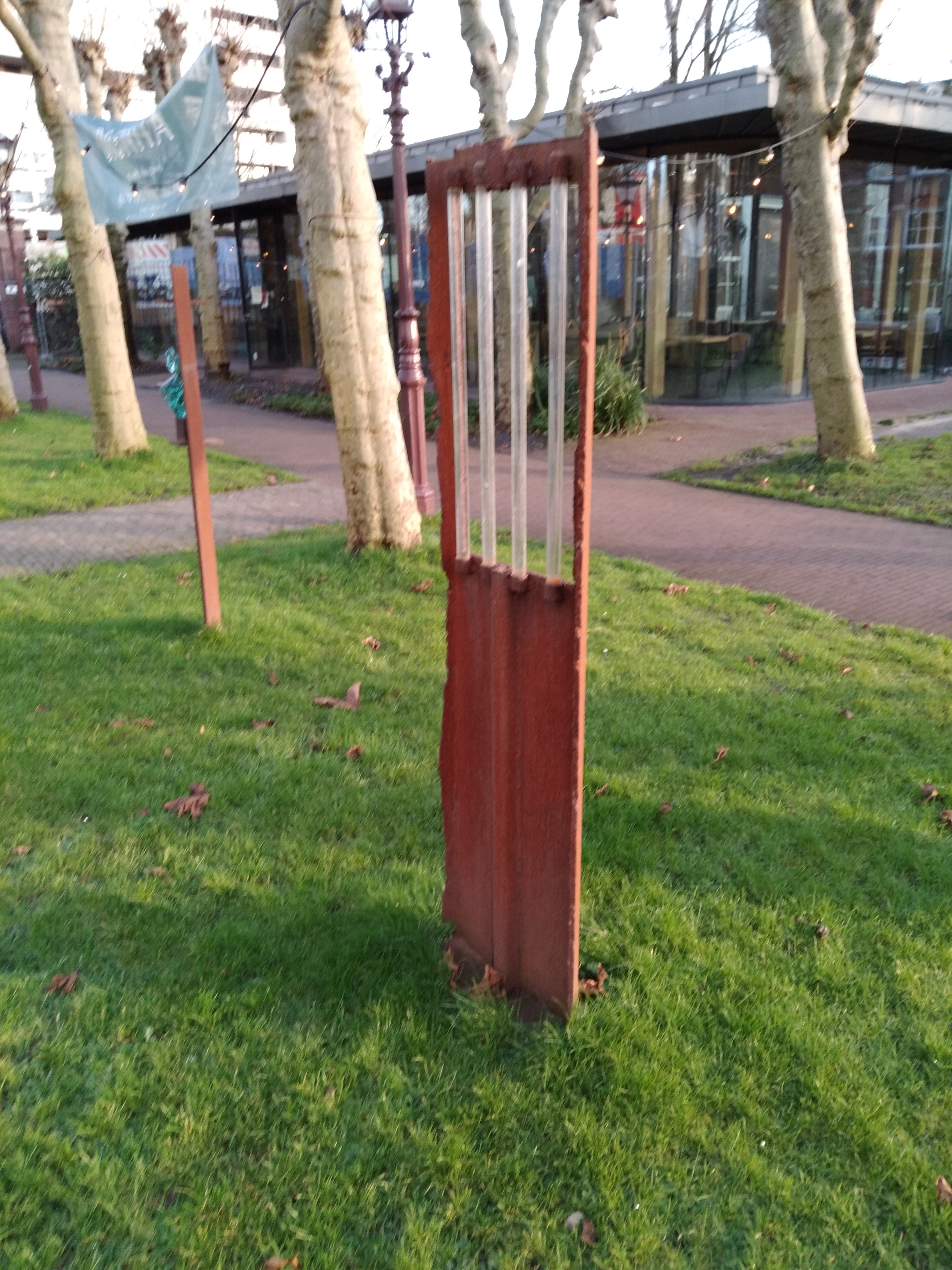
Een van de werken (januari 2021)